# Panta Rhei (Schiff)
Die MS Panta Rhei ist das neueste Motorschiff der Zürichsee-Schiffahrtsgesellschaft (ZSG), das seit dem Frühling 2008 auf dem Zürichsee verkehrt.

## Inbetriebnahme

### Bau
Die Kiellegung der damals noch namenlosen MS 700 erfolgte am 3. Februar 2006 in Linz in Österreich. Im Juni des gleichen Jahres wurden die Rumpfteile mit Schwertransportern in die Werft der ZSG in Zürich Wollishofen gebracht. Anschliessend wurde das Schiff von Mitarbeitern der Schiffbaufirma ÖSWAG zusammengebaut.

### Namensgebung
Traditionsgemäss wurde für die «MS 700» ein Namenwettbewerb veranstaltet. Die Jury einigte sich auf «Panta Rhei», ein Ausspruch des Philosophen Heraklit von Ephesos, zu deutsch «Alles fliesst». Diese ungewohnte Namenswahl sorgte für Diskussionen in der Öffentlichkeit, da bisher alle Schiffe der ZSG Namen aus der Geografie der Region Zürichsee erhalten hatten. Ein spezielles Schiff brauche einen speziellen Namen, hiess es seitens der ZSG.

### Hoher Wellengang
Nur ein paar Wochen nach der Inbetriebnahme im April 2007 musste die Panta Rhei wieder aus dem Verkehr gezogen werden. Grund dafür war ein unerwartet hoher Wellenschlag, der Schäden an Uferbild und vertäuten Booten verursachte. Die Panne war Folge eines Rechenfehlers, denn der Rumpf wäre für ein Motorschiff mit nur zwei und nicht drei Decks ausgelegt gewesen. Die Panta Rhei war rund 15 % zu schwer und stark hecklastig. Daraufhin wurden mit einem Modell mögliche Lösungen ausprobiert und entschieden, den Bugwulst zu vergrössern, seitliche Schwimmer anzubringen sowie das Heck um rund zwei Meter zu verlängern.
Von Mai bis November 2007 lag die Panta Rhei am Bürkliplatz und diente als Restaurant.

### Undichte Nahtstellen
Am 28. Januar 2008 wurde die Panta Rhei wieder eingewassert. Kurze Zeit später wurden aber undichte Nahtstellen an den neu angebrachten Schwimmern entdeckt, was erneute Reparaturen zur Folge hatte.
Im September 2014 kam es zu vermehrter Kritik bezüglich der Sicherheit des Schiffes.

## Ausstattung

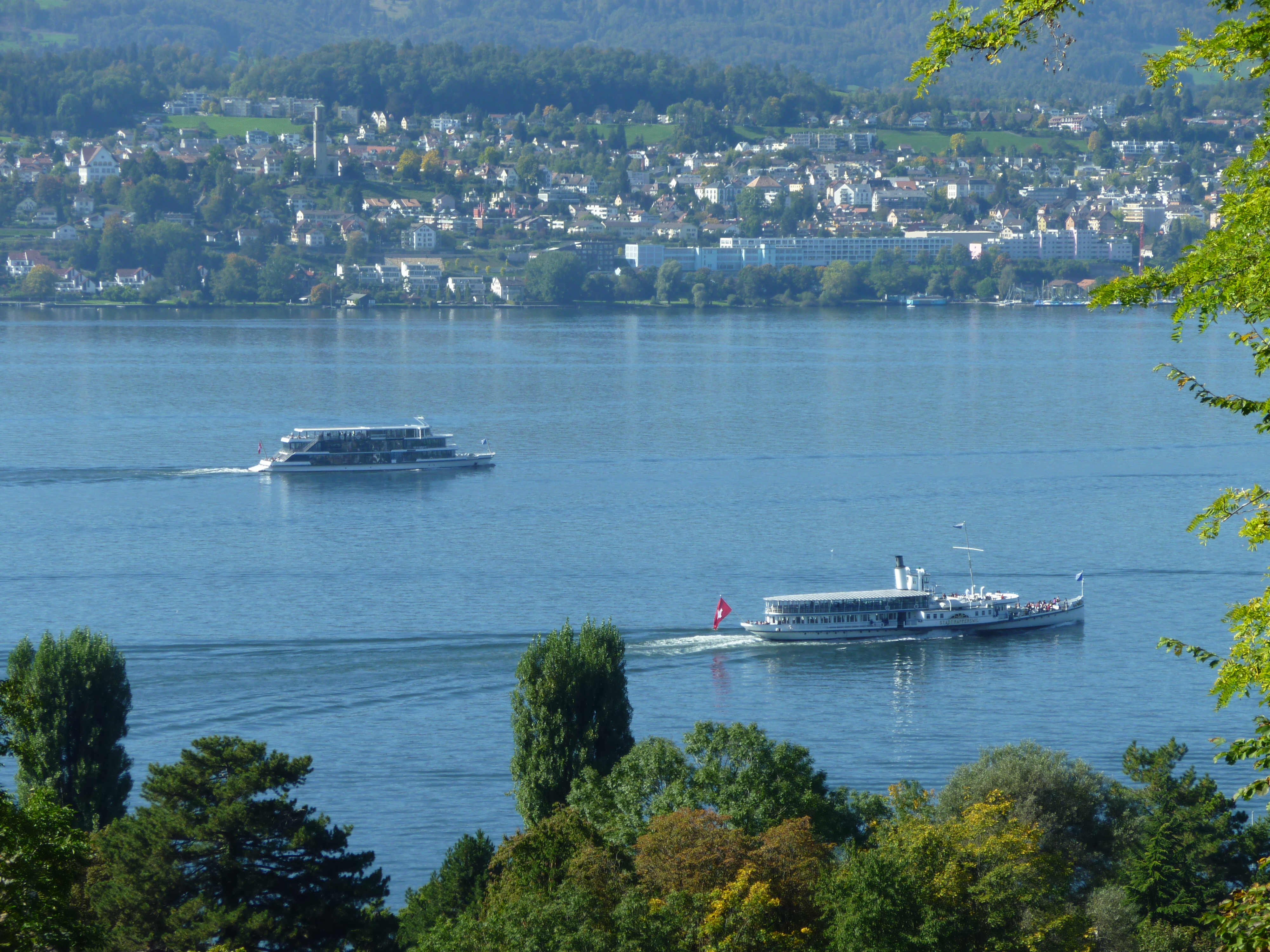
Panta Rhei und Stadt Rapperswil vor Herrliberg

### Aufbauten
Die Panta Rhei besitzt drei Decks für maximal 700 Passagiere: Das Hauptdeck mit Restauration und Eingangsbereich/Kasse auf rund 180 Quadratmetern gedeckter Fläche, das Oberdeck (158 m²) sowie das Sonnendeck (121 m²) für die erste und zweite Klasse, mit dem Steuerhaus für die Schiffsführung.

### Innenausstattung
Die Innenausstattung wurde von der Firma Auer aus Innsbruck entworfen, die schon diverse Luxushotels und -yachten gestaltet hatte. Das Lichtkonzept stammt von der Firma Delux.

## Galerie

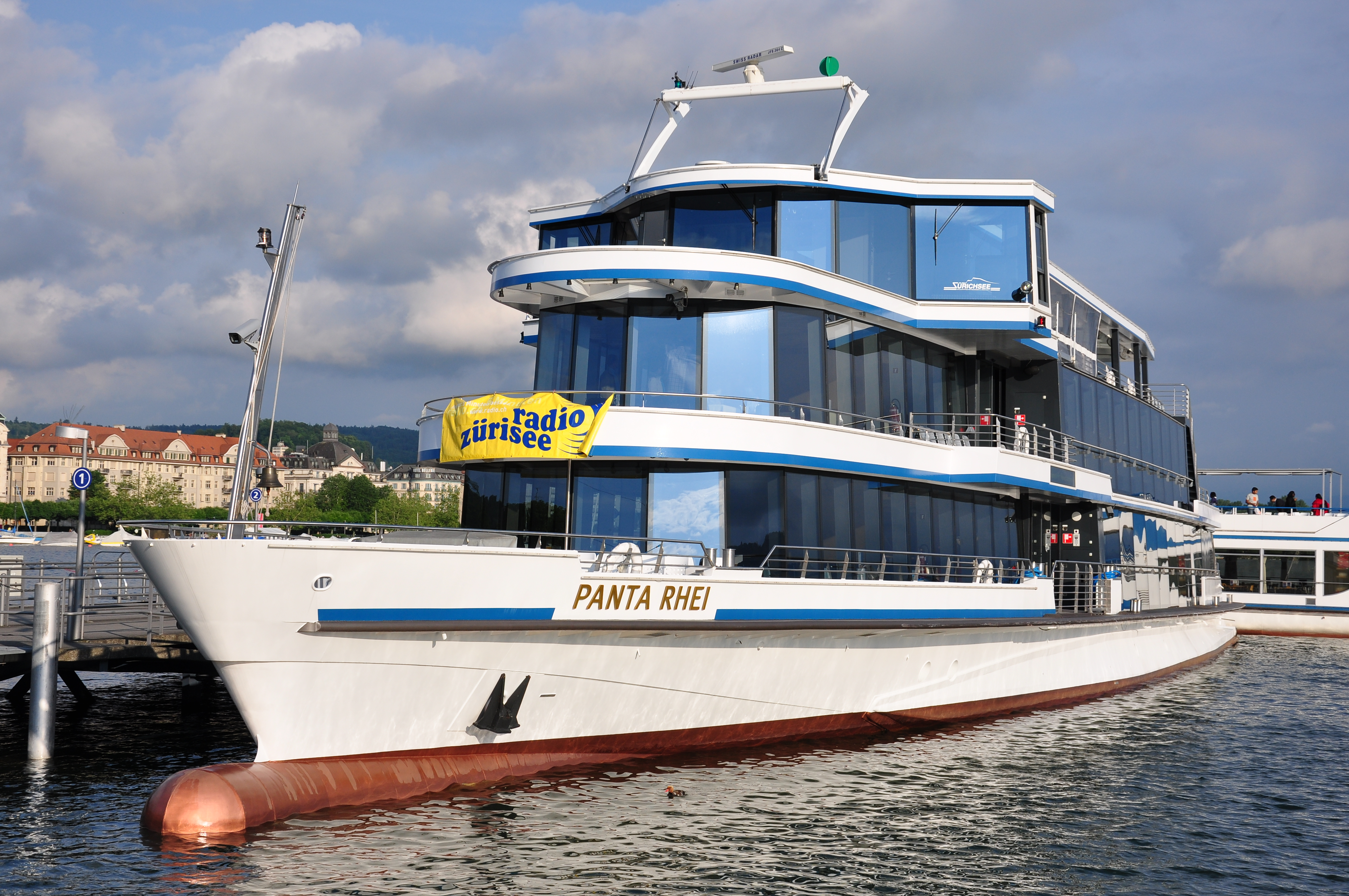
Zürich, vor dem Bürkliplatz
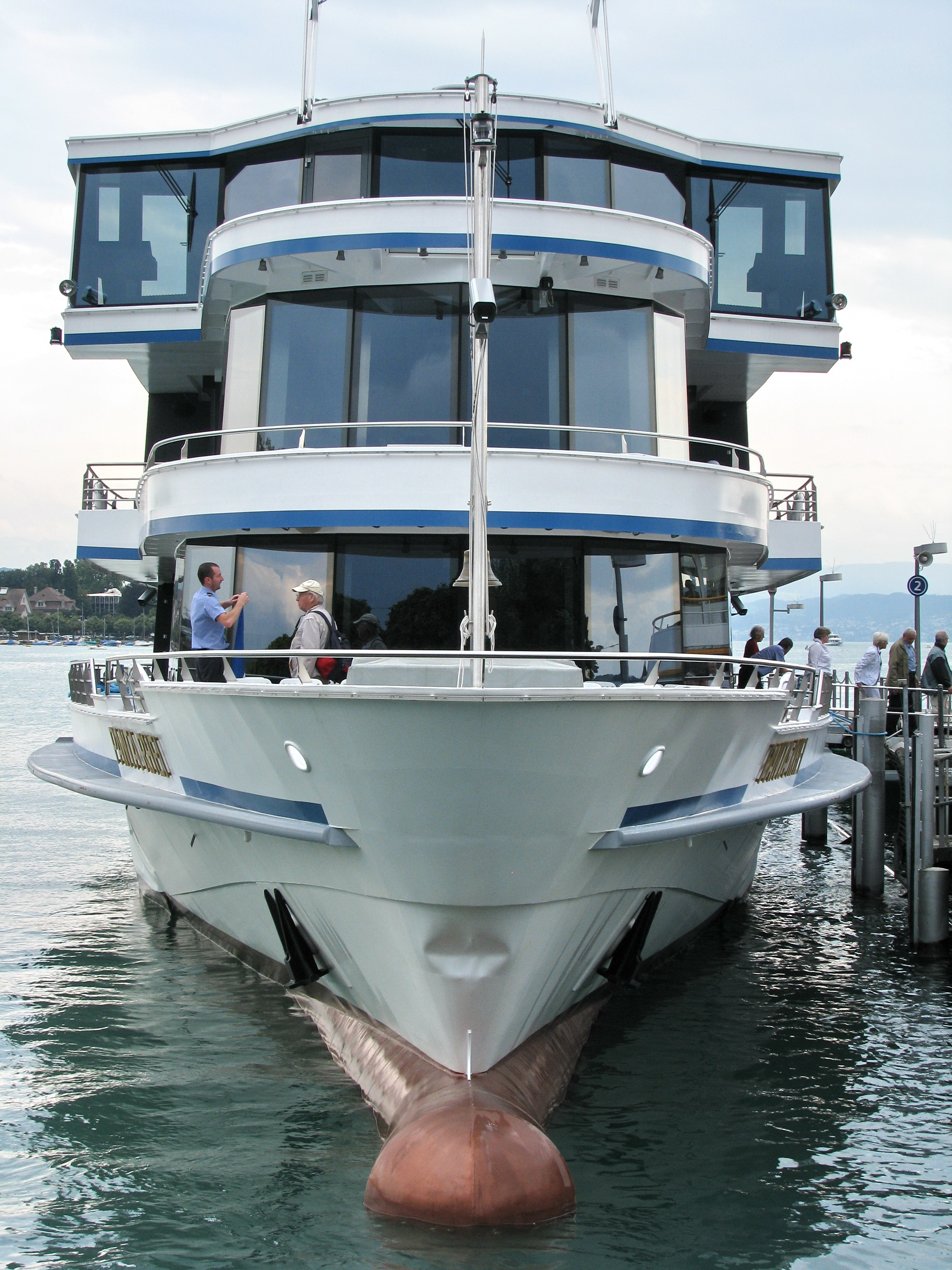
Schifflände Bürkliplatz, Bugansicht
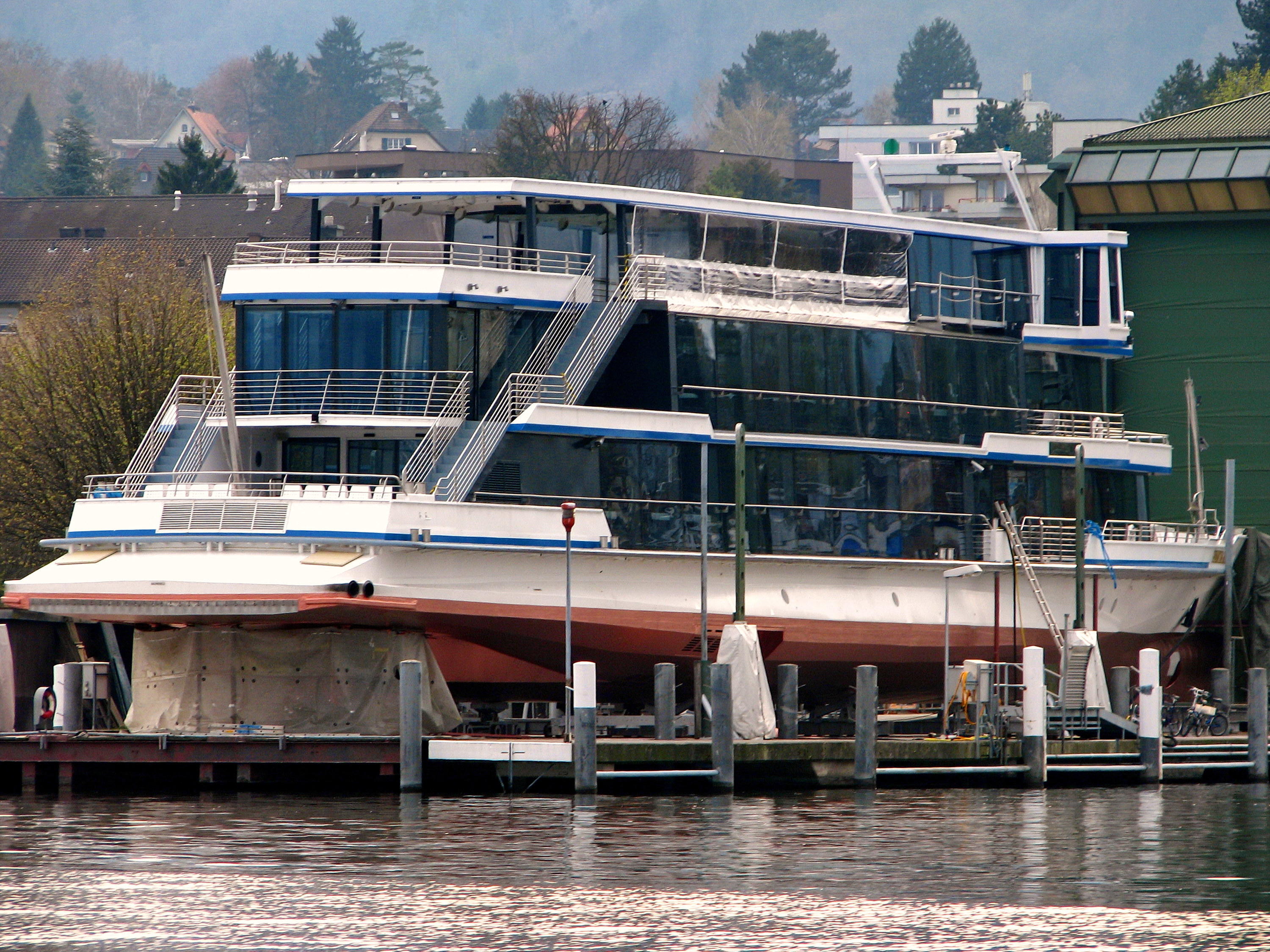
Im Trockendock in der Werft Wollishofen, Heckansicht
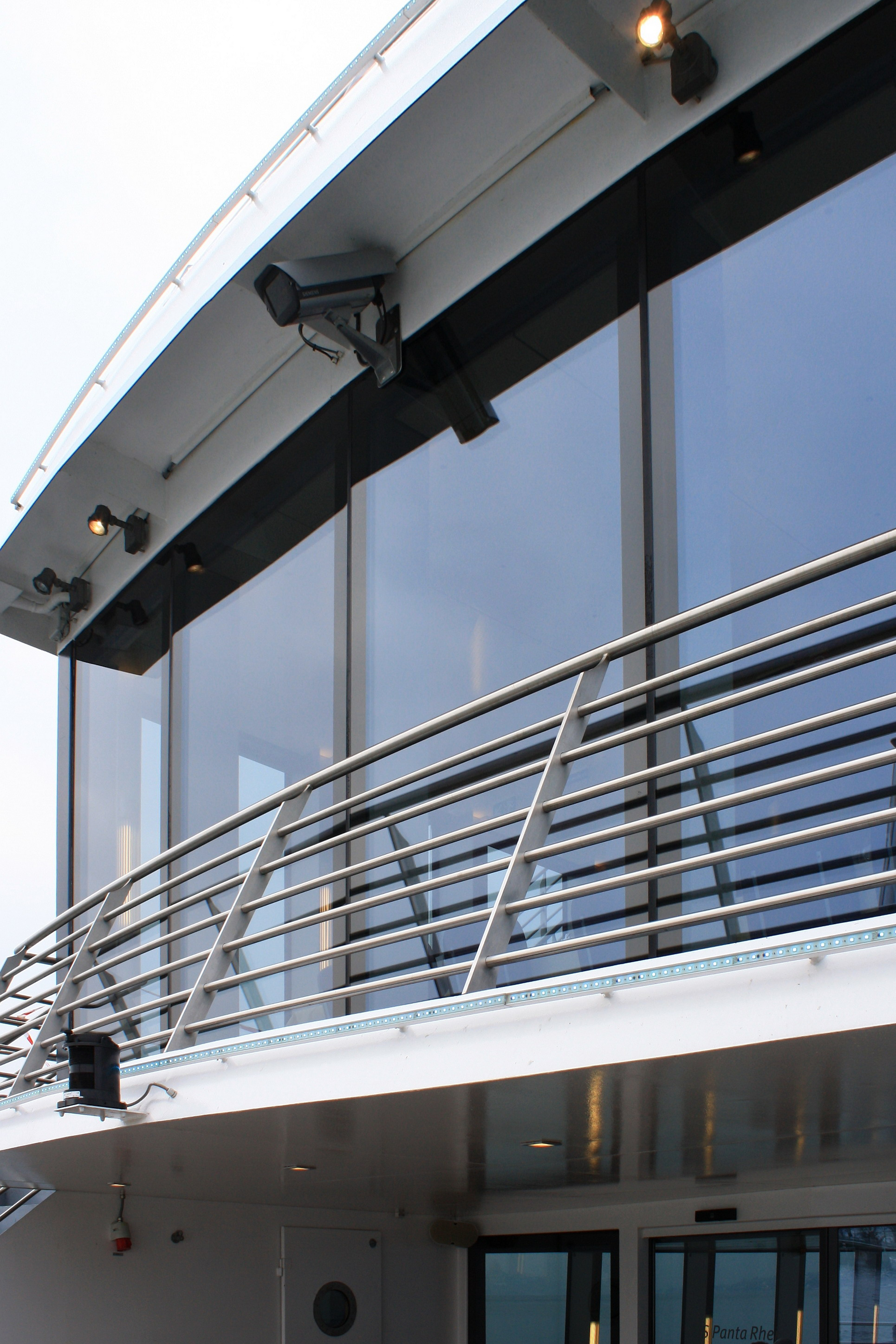
Bugkameras
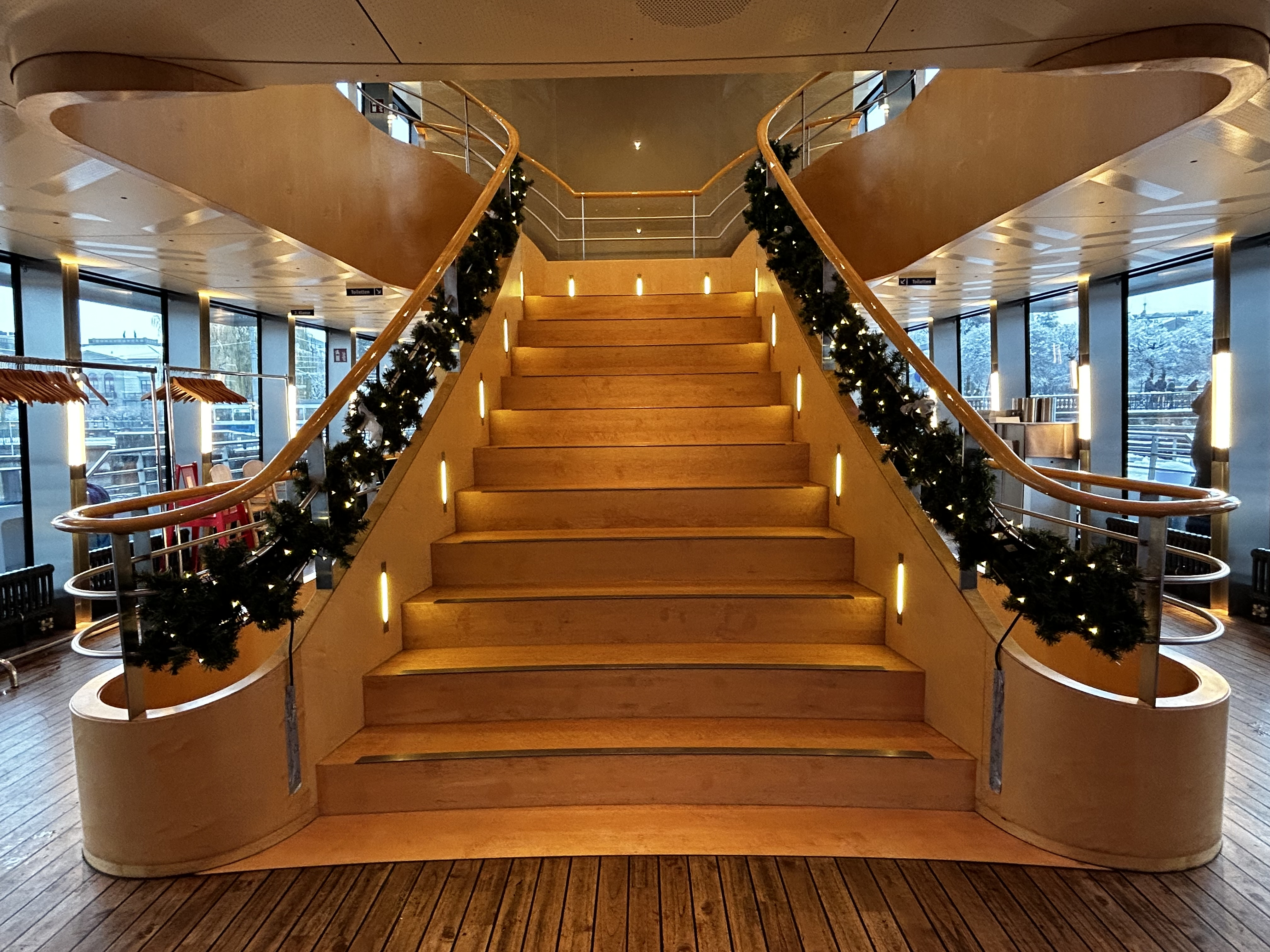
Treppenaufgang zum Oberdeck
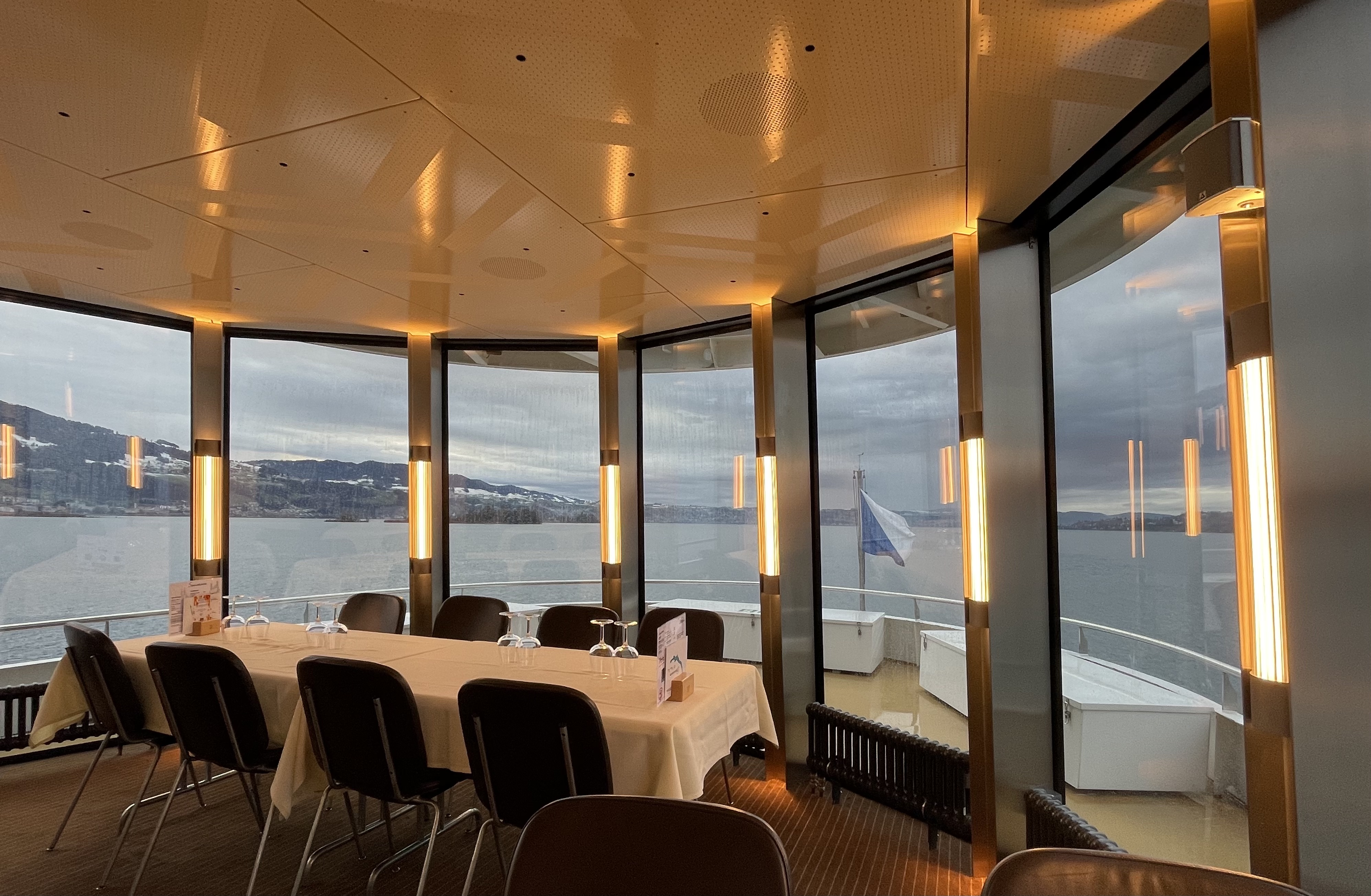
Restaurant 1. Klasse im Oberdeck
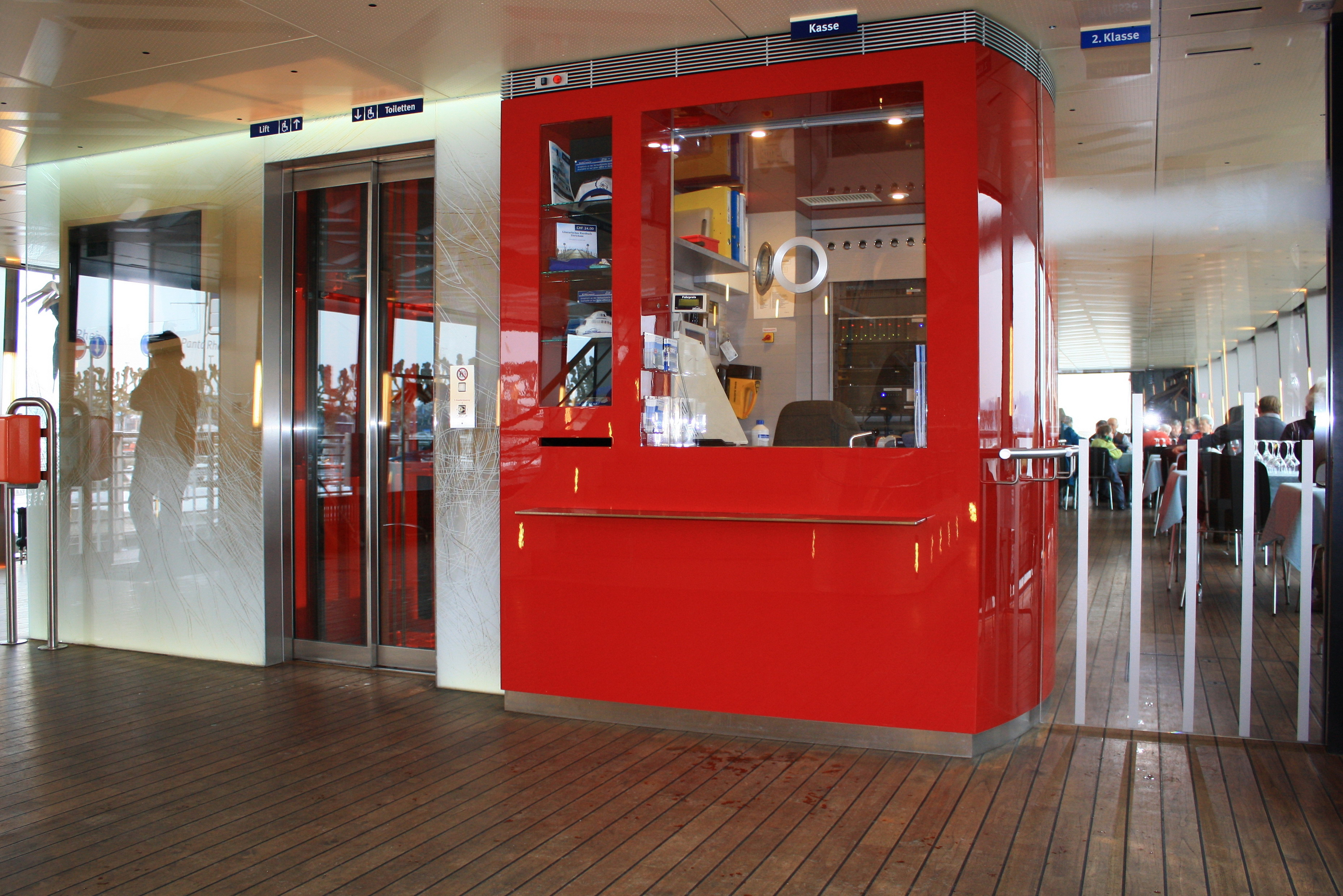
Kasse
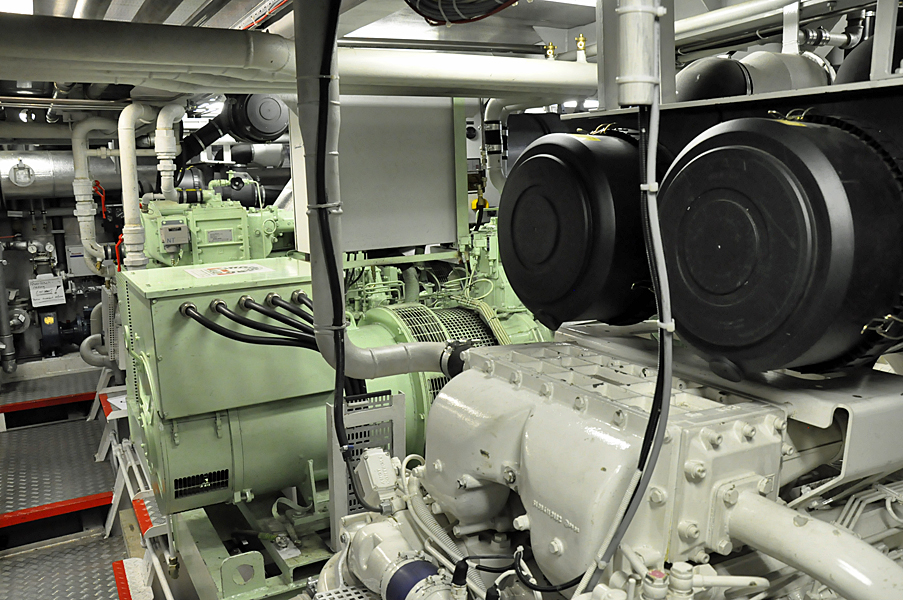
Motor